# مؤشر العلاجية (منسب علاجي)
هو مقارنة بين كمية العامل العلاجي (العقار) الذي يسبب التأثير العلاجي والكمية التي تسبب التسمم.
مؤشر العلاجية (Therapeutic Index) (ويعرف بالنسبة العلاجية أو المجال العلاجي للدواء) يشير إلى نسبة جرعة العلاج التي تسبب أثارا جانبية غير مرغوبة مقسومة على جرعة الدواء التي تسبب التأثير الدوائي المطلوب (الجرعة السامة/ الجرعة الفعالة). في المقابل، في إطار تطوير العقاقير يتم احتساب مؤشر العلاجية اعتمادا على نسبة مستوى وجوده في البلازما.
في بداية ظهور علم السموم الدوائية، كان يتم حساب مؤشر العلاجية عن طريق قسمة الجرعة المميتة ل 50% من الجمهور على الجرعة الفعالة الدنيا ل 50% من الجمهور، في هذه الأيام تستخدم نقاط نهاية أكثر تطورا.
النسبة العلاجية (للحيوانات) = الجرعة المميتة/ الجرعة الفعالة{\displaystyle {\mbox{Therapeutic Index}}={\frac {\mathrm {LD} _{50}}{\mathrm {ED} _{50}}}}
النسبة العلاجية (للكائنات البشرية) = الجرعة السامة/ الجرعة الفعالة{\displaystyle {\mbox{Therapeutic Index}}={\frac {\mathrm {TD} _{50}}{\mathrm {ED} _{50}}}}
للعديد من العقاقير هناك سميّات شديدة تحدث في الجرعات الأقل من القاتلة للبشر، وهذه السميّات غالبا تحدد الجرعة العليا للدواء. مؤشر العلاجية الأعلى أفضل من المؤشر الأقل؛ حيث أن المريض لابد أن يأخذ كمية أكبر بكثير من الجرعة الفعالة حتى يصل عتية (الحد الأدنى) للجرعة السامة.
بشكل عام، إن أي عامل علاجي أو عقار لديه مؤشر علاجي ضيّق (فرق قليل بين الجرعة السامة والجرعة الفعّالة) قد يكون له تعديل للجرعة اعتمادا على مستواه في الدم للشخص الذي تناوله. ويمكن تحقيق ذلك من خلال بروتوكولات مراقبة الأدوية العلاجية.
| المصطلح باللغة العربية | المصطلح باللغة الإنجليزية | الاختصار |
| ---------------------- | ------------------------- | -------- |
| الجرعة القاتلة         | Lethal Dose               | LD       |
| الجرعة السامة          | Toxic Dose                | TD       |
| الجرعة الفعّالة         | Effective Dose            | ED       |
| المؤشر العلاجي         | Therapeutic Index         | TI       |
| النسبة العلاجية        | Therapeutic Ratio         | TR       |

## مؤشر العلاجية في تطوير العقاقير
إن المؤشر العلاجي العالي يفضل للأدوية ليكون الأمان في استخدامها مناسب. في المرحلة الأولى من التطوير أو الاكتشاف فإن المؤشر العلاجي للعقار المرشح لا يكون معروف. على أية حال، إن الفهم الأولي لمؤشر العلاج للعقار المرشح في أقرب وقت ممكن له أهمية قصوى كدليل مهم لاحتمالية النجاح في تطوير هذا العقار. فإدراك أن المؤشر لهذا العقار دون المستوى الأمثل في مرحلة مبكرة يساعد على البدء في التعديل أو إعادة توزيع الموارد (التعديل على هذا العقار أو اختيار عقار آخر).
في إطار تطوير العقاقير، يعد المؤشر العلاجي هو العلاقة الكميّة بين الفعالية (فعالية العقار) وأمان الاستخدام (السمية)، دون النظر إلى طبيعة النهاية الفعّالة أو النهاية السمية. لكن لتحويل المؤشر العلاجي المحسوب إلى ما هو أكثر من مجرد رقم، يجب أن نأخذ طبيعة وحد النهاية السمية والعلاجية بعين الاعتبار. اعتمادا على الهدف العلاجي المقصود، فإن الاحتياجات العلاجية المرتبطة الغير ملباة أو الوضع التنافسي يمكن ان يعطي أكثر أو أقل أهمية إما للاستخدام الآمن أو لفعالية العقار بهدف ايجاد موازنة بين الأمان لدواعي استعمال معينة وبين فعالية العقار.
بشكل عام، بدلا من كمية الجرعة فإن تعرض نسيج معين لعقار (تركيز الدواء مع مرور الوقت) هو الذي يدفع التأثيرات العلاجية والسمية للعقار. على سبيل المثال، من الممكن ان يكون لنفس الجرعة تباين بارز في وجودها في انسجة أفراد مختلفين، وذلك بسبب تعدد أشكال عملية الأيض، التداخلات الدوائية، أو الاختلاف في وزن الجسم للافراد، أو عوامل بيئية. وهذه الاعتبارات توضح اهمية استخدام تركيز العقار في الأنسجة بدلا من كمية الجرعة لحساب المؤشر العلاجي. ولحساب المهلة بين تعرض الأنسجة للعقار وحدوث السمية، فإن المؤشر العلاجي للسمية بعد العديد من الجرعات يجب ان يتم حسابه باستخدام تركيز الدواء في النسيج المتعرض للدواء وهو في الحالة الثابنة (steady state) بدلا من حسابه بعد جرعة واحدة.
هناك ملخص/مراجعة نشرت من قبل مولر وميلتون تناقش جوانب متعددة في تحديد وتفسير المؤشر العلاجي في إطار تطوير العقاقير متعدية لكل من الجزيئات الصغيرة والعلاج الحيوي.

## تباين مؤشر العلاجية
المؤشر العلاجي يختلف على نطاق واسع بين المواد: ففي المسكنات الأفيونية يعد الرميفيتانيل (remifentanyl)
ذو مؤشر علاجي عال (1:33000)، والتيتراهيدروكنابينول (tetrahydrocannabinol) المهدئ والمسكن ذو الأصل العشبي (القنب) لديه مؤشر علاجي آمن (1000: 1)، بينما الديازبام (diazepam) الذي يعد مهدئ ومنوم ومرخي عضلات له مؤشر علاجي ضيّق (1:100)، والمورفين (morphine) الذي يستخدم كمهدئ ومضاد للاكتئاب ومسكن والذي أيضا مصدره عشبي (الخشخاش) له مؤشر علاجي ضيق (1:70)  ومع هذا يعد آمن.
أقل أمنا الكوكايين (cocaine)، وهو منشط ومخدر موضعي، والإيثانول (الكحول في المشروبات الكحولية)، يستخدم كمهدئ على نطاق واسع في جميع أنحاء العالم، حيث ان المؤشرات العلاجية لهذه المواد (1:15)، و (1:10) على التوالي. الديجوكسين (digoxin)، غليكوزايد للقلب، مؤشره العلاجي ضيق جدا (1:2)  تقريبا. أمثلة أخرى لعقاقير ذات مؤشرات علاجية ضيقة، والتي من الممكن ان تحتاج مراقبة لتحقيق الفعالية المطلوبة وتقليل السمية، منها: الباراسيتامول (paracetamol)، والدايمركابرول (dimercaprol)، والثيوفلين (thiophyllin)، والوارفارين (warfarin)، وكربونات الليثيوم (lithium carbonate). بعض المضادات الحيوية تتطلب متابعة لموزانة الفعالية وتقليل الآثار الجانبية، ومنها: الجينتامايسن (جنتاميسين)، والفانكومايسن (فانكوميسين)، والأمفوتريسين ب (amphotericin B) (الملقب ب "amphoterrible 'لهذا السبب بالذات)، والبوليمكسين ب (polymyxin B).
من الممكن ان يتأثر المؤشر العلاجي الفعال من خلال الاستهداف (النسيج المستهدف للعلاج)، بحيث يتركز العامل العلاجي في المنطقة الخاضعة للتأثير. على سبيل المثال، في العلاج الإشعاعي للأورام السرطانية، فإن توجيه أشعة حزمة الشعاع بشكل دقيق للورم، يزيد الجرعة الواصلة دون زيادة الاعراض الجانبية (وصول المادة الفعالة للمكان الهدف مباشرة يزيد من الفعالية ويقلل من الأعراض الجانبية)، برغم ذلك مثل هذا التوجيه من الممكن أن لا يغير المؤشر العلاجي. وبشكل مشابه، العلاج الكيميائي أو العلاج الإشعاعي مع الحقن تؤدي إلى نتائج أكثر فعالية، عن طريق ربط المادة بالورم، كما هو الحال في علاج أورام الغدد الصم العصبية والمعالجة بالانصمام الكيميائي (حقن المادة الفعالة في الورم وايقاف إيصال الدم للورم) أو المعالجة المجهرية المشعة لعلاج أورام الكبد والنمو الثانوي للأورام الخبيثة. وبهذه الطرق تتركز المادة الفعالة في المنطقة المستهدفة (مثل الورم)، مما يسبب زيادة الفعالية وتقليل الآثار الجانبية.

## نسبة الأمان
في بعض الأحيان يستخدم مصطلح نسبة الأمان، ولا سيما عند الإشارة إلى العقاقير ذات التأثير العقلي التي تستخدم لأغراض غير علاجية، على سبيل المثال استخدام ترفيهي. في مثل هذه الحالات، تكون الجرعة الفعالة هي الكمية والتكرار الذي يحقق التأثير المطلوب، والتي يمكن أن تختلف، ويمكن أن تكون أكبر أو أقل من الجرعة الفعالة علاجيا.
نسبة الأمان المعينة هي نسبة الجرعة المميتة 1٪ من السكان إلى جرعة فعالة 99٪ من السكان (LD1/ED99)  وهذا هو مؤشر السلامة الذي هو أفضل من LD50 للمواد التي تحتوي على اثار مرغوب فيها وآثار غير مرغوب فيها

## التأثير المؤازر
(التأثير الناشئ عن مادتين علاجيات أو أكثر معا بحيث يكون التاثير الناتج أعلى من مجموع تأثير كل منها على حدا)
مؤشر العلاجية لا يأخذ بعين الاعتبار التداخلات الدوائية أو التأثير المؤازر. على سبيل المثال، المخاطر المرتبطة بالبنزوديازيبينات تزداد بشكل كبير عندما تؤخذ مع الكحول، والمواد الأفيونية، أو المنشطات بالمقارنة مع المتخذة وحدها. ومع ذلك لا يتغير المؤشر العلاجي. إن مؤشر العلاجية أيضا لا يأخذ بعين الاعتبار سهولة أو صعوبة الوصول إلى الجرعة السامة أو القاتلة.

## المؤشر الوقائي
المؤشر الواقي هو مفهوم مماثل، إلا أنه يستخدم TD50 (متوسط الجرعة السامة) بدلا من LD50. بالنسبة لكثير من المواد، يمكن أن تحدث تأثيرات سامة على مستويات أقل بكثير من تلك اللازمة لإحداث الوفاة، وبالتالي فإن مؤشر الوقاية (إذا تم تحديد السمية بشكل صحيح)، غالبا ما يكون لديه معلومات أكثر حول الأمان النسبي للمادة. ومع ذلك، فإن مؤشر العلاجية لا يزال مفيد لأنه يمكن أن يعتبر الحد الأعلى للمؤشر الوقائي، وله في السابق أيضا مزايا الموضوعية وسهولة الفهم.

## النافذة العلاجية
النافذة العلاجية (أو الإطار الصيدلاني) للدواء هي مجموعة من جرعات الدواء التي يمكنها علاج المرض بشكل فعال دون وجود الآثار السمية. بحيث يجب أن تدار الدواء على ان تكون النافذة العلاجية صغيرة مع الرعاية والمراقبة، وفي كثير من الأحيان قياس تركيز الدواء، لتجنب الضرر.

## الجرعة البيولوجية المثلى
الجرعة البيولوجية المثلى (OBD) هي مفهوم غامض يشير إلى كمية الدواء التي ستنتج التأثير المطلوب مع سمية مقبولة.

## الجرعة القصوى التي يمكن تحملها MTD
الجرعة القصوى المسموحة (MTD) يشير إلى أعلى جرعة من العلاج الإشعاعي أو الدوائي التي من شأنها إحداث التأثير المطلوب دون حدوث سمية غير مقبولة. [9] [10] والغرض من إدارة MTD هو تحديد ما إذا كان التعرض على المدى الطويل إلى القوة الكيميائية يؤدي إلى آثار صحية ضارة غير مقبولة فعندما يكون مستوى التعرض ليست كافية يؤدي إلى الوفاة المبكرة بسبب التأثيرات السامة على المدى القصير. ويستخدم هذا النوع من التحليل أيضا في إنشاء تحمل المخلفات الكيميائية في الأطعمة وأيضا في التجارب السريرية